# 成田良悟
成田 良悟（なりた りょうご、1980年5月30日 - ）は、日本の小説家。東京都出身、埼玉県育ち。

## 略歴
1980年5月30日、東京都にて生まれる。埼玉県育ち。高校時代は演劇部だった。日本大学文理学部地球システム科学科のリモートセンシング研究室（中山裕則研）を卒業。小説家を目指していた成田は就職活動と称して20日ほどで『バッカーノ!』を書き上げ、2002年、第9回電撃ゲーム小説大賞に応募、金賞を受賞し、2003年に同作で小説家デビューした。

## 人物・作風
群像劇とB級映画を好み、自身の作風にもそれを多く取り入れている。影響を受けた作品はガイ・リッチーの映画を挙げている。速筆であり、同時に誤字脱字が多いことでも有名。誤字脱字の多さは作者自身も認めており、誤字を元にキャラクターや設定を追加することもある。自作品・他作品を問わず既存の設定を活かして新しい設定を考案することに長けている。そのため他のライトノベル作家に比べて「リレー小説企画のトリを務める」、「他社からのスピンオフ小説を請け負う」などの案件を請けることが多い。
作家間での交流の幅が広く、おかゆまさき、浅井ラボ、三田誠、奈須きのこなどとの交流が確認されている。
年12回以上の締め切りをこなすなど速筆で知られたが、2017年以降には入院、通院により刊行が滞る時期がある。国の難病指定で完治しない免疫系の病気であることを明かしている。2018年以降はドワンゴ発のオリジナルIPブランド「ⅡⅤ」の所属クリエイターとして刊行スケジュール等のマネジメントを受けて活動している。

## 作品リスト

### 小説

#### 長編
- バッカーノ!（『電撃文庫』、イラスト：エナミカツミ、既刊22巻）
- 越佐大橋シリーズ（『電撃文庫』、イラスト：ヤスダスズヒト、全5巻）
- デュラララ!!（『電撃文庫』、イラスト：ヤスダスズヒト、全13巻）
- デュラララ!!SH（『電撃文庫』、イラスト：ヤスダスズヒト、既刊4巻）
- ヴぁんぷ!（『電撃文庫』、イラスト：エナミカツミ、既刊5巻)
- オツベルと笑う水曜日（『メディアワークス文庫』、イラスト：ヤスダスズヒト）
- 折原臨也シリーズ（『電撃文庫』、イラスト：ヤスダスズヒト、既刊2巻）
- シャークロアシリーズ 炬島のパンドラシャーク（『ⅡⅤ』、イラスト：しまどりる、全2巻 ）
  - 上記八作は同一世界における違う時間軸・場所の物語となっている。
- 世界の中心、針山さん（『電撃文庫』、イラスト：エナミカツミ・ヤスダスズヒト、既刊3巻） - このシリーズのみ、作者が「他のシリーズとは別世界」と明言している。
- BLEACH Spirits Are Forever With You（『ジャンプ ジェイ ブックス』） - 『週刊少年ジャンプ』連載の漫画「BLEACH」の番外編。
- Fate/strange Fake（『電撃文庫』、イラスト：森井しづき、既刊9巻） - TYPE-MOONのビジュアルノベル『Fate/stay night』のスピンオフ作品。
- 小説 デッドマウント・デスプレイ外伝 怪人ソリティアの神仙偽術（『ヤングガンガンコミックス』、イラスト：藤本新太、既刊2巻） - 成田良悟が原作を担当する漫画「デッドマウント・デスプレイ」の外伝小説。

#### 連動長編の時系列
同一世界設定がされている作品の時間軸は解る限り以下となる。
- バッカーノ! (1700年代)
- バッカーノ! (1930年代)
- デュラララ!!=ヴぁんぷ!=バッカーノ! (2000年代)
- 越佐大橋シリーズ
- シャークロアシリーズ

#### 短編
- 電撃コラボレーション
  - 蟻塚と500人の海賊（「電撃hp Vol.30」掲載）
- Who wrote it?
  - DR.ナヴェルの小説講座（「電撃hp Vol.32」掲載）
- 電撃コラボレーション MW学園
  - 卆形式〜マヨイガハレルヒ〜（「電撃hp SPECIAL 2005 SPRING」掲載）
- まい・いまじね〜しょん
  - クランクはいつもアップアップ（「電撃hp Vol.38」掲載）
- 電撃文庫編集長からの挑戦状：追伸
  - 挑戦状のメリークリスマス（「電撃hp Vol.45」掲載）
- とある家族の謹賀新年
  - まんぷく神社のメリーメリーニューイヤー（「電撃文庫MAGAZINE プロローグ1」掲載）
- 悪魔城ドラキュラ 神淵の追想曲（電撃文庫magazine11月号増刊「とらドラVS禁書目録」掲載）
- 電撃文庫キャラクターTRPGリプレイ 御茶ノ水だよ！全員集合！（電撃hPa特別付録、成田良悟は解説役）
- バッカーノ! 1931? 回送編 The Grand Punk Railroad（ドラマCD『バッカーノ! 1931〜』附属小冊子収録）
- デュラララ!!（「電撃h」掲載）
- ヴぁんぷ!!!（「電撃p」掲載）
- 迷迷（め〜め〜）!（「電撃hPa」掲載）
- 集え！おかゆの仲間たち!ドクロちゃん短編ノベルその3（OVA『撲殺天使ドクロちゃん』3巻封入特典）
- 成田良悟の場合（電撃文庫『撲殺天使ドクロちゃんです』掲載）
- とある自販機の存在証明（ファンファーレ）（『とある科学の超電磁砲』5巻特装版の付属品「偽典・超電磁砲」掲載）
- ダンガンロンパIF 希望の脱出装置と絶望の残念無双（『スーパーダンガンロンパ2 さよなら絶望学園』おまけモード）
- RAIN ON THE RAINBOW。あるいは、【スクープ！ 電子の秘境の奥に伝説のバーチャルYouTuberアメノセイを見た！ その時、探究者に襲いかかる衝撃の真実とは！】（ⅡⅤ「アメノセイ〜 if stories 〜 2」掲載）

### 漫画原作
- ステルス交境曲（漫画：天野洋一、『週刊少年ジャンプ』2014年13号 - 33号、全3巻）
- クロハと虹介（漫画：白梅ナズナ、『月刊少年シリウス』2016年11月号 - 2017年3月号、全1巻）
- クロハと虹介 黒き魔女の嬉遊曲（漫画：白梅ナズナ、『マガジンポケット』2018年5月15日 - 2020年2月25日 、全4巻）
- デッドマウント・デスプレイ（作画：藤本新太、『ヤングガンガン』2017年21号 - 連載中、既刊14巻）

### ゲームシナリオ
- ケイオスドラゴン 混沌戦争[4]
- Heaven×Inferno（2016年、トライエース・NTTドコモ）
- Fate/Grand Order[5] - ゲストライター

### テレビドラマ
- 虫籠の錠前（2019年、WOWOW）

### 映画
- クラメルカガリ（2024年4月公開、クラガリ映畫協會） - シナリオ原案

### TRPGリプレイ
- RPF レッドドラゴン（星海社FICTIONS 2012年6月 - 2014年6月 / 星海社文庫 2015年1月 - 2015年7月） - プレイヤー